# Eduard de Hartog

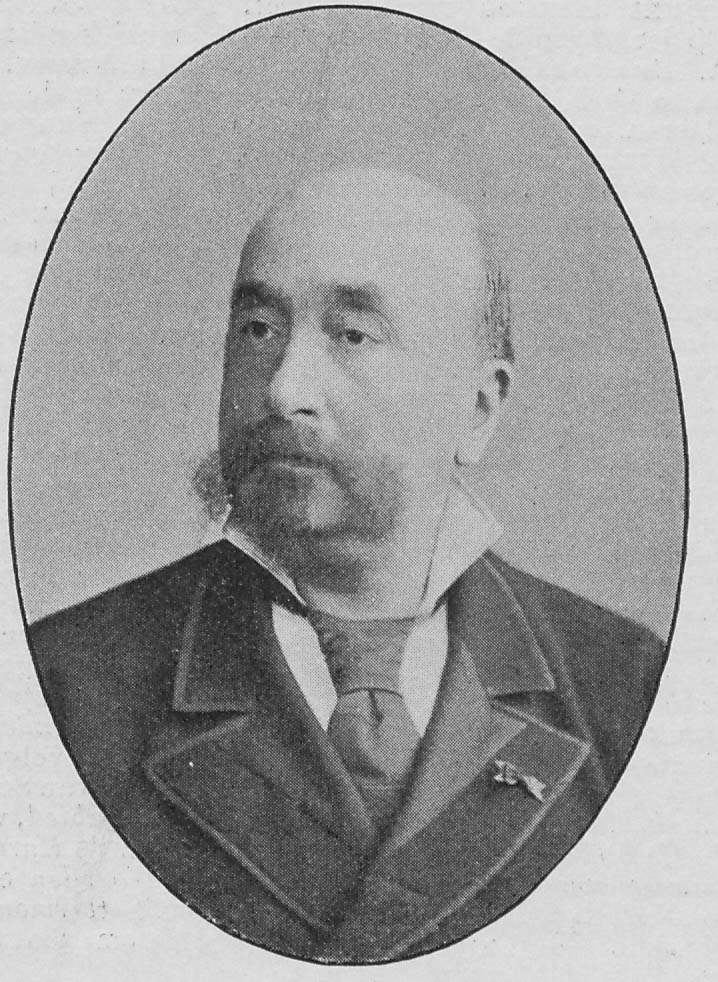
Eduard de Hartog

Eduard de Hartog (geboren als Isaac de Hartog 15. August 1825 in Amsterdam; gestorben 8. November 1909 in Den Haag) war ein niederländischer Musikkritiker, Dirigent und Komponist.

## Leben
Isaac Hartog war ein Sohn des Kaufmanns Hartog de Hartog und der Sara Hertz. 1842 wurde sein Vorname in Eduard geändert.  Hartog heiratete Regina Grützki. Hartog erhielt in Amsterdam Musikunterricht bei Bernard Koch, Jan George Bertelman (Klavier) und Gustaaf Adolf Heinze (Komposition). 1852 zog er nach Paris und studierte am Konservatorium bei E. Elwart und Karl Anton Eckert und schloss Freundschaft mit Henri Litolff. Zwischen 1852 und 1859 dirigierte er mehrere Konzerte mit der Société de Sainte-Cécile Paris, bei denen auch eigene Kompositionen gespielt wurden. 1865 kam seine Oper Le mariage de Don Lope in Paris zur Uraufführung. Als er sein Vermögen einbüßte, war er gezwungen, Musikunterricht zu geben und wurde Mitarbeiter bei Arthur Pougins Supplement zu François-Joseph Fétis Biographie universelle des musiciens et bibliographie générale de la musique.   
1890 kehrte er nach Den Haag zurück und arbeitete dort als Musikkritiker. 